# Семененко Олександр Юрійович
Семененко Олександр Юрійович (25 липня 1959, м. Дніпропетровськ) — український шаховий композитор, триразовий чемпіон світу, міжнародний гросмейстер з шахової композиції, заслужений майстер спорту України, міжнародний арбітр.

## Біографія
У 1976 році закінчив СШ № 80 у м. Дніпропетровську, у 1981 році — Дніпропетровський металургійний інститут, інженер-механік
Першу задачу надрукував у 1982 році. Всього опубліковано близько 800 композицій, з яких більше як 400 творів відзначені призами в міжнародних змаганнях, у тому числі 170 — першими. Успішно виступає дуетом зі своїм братом-близнюком Валерієм.
Член тренерської ради збірної України з шахової композиції. Серед складених композицій переважають задачі на кооперативний мат. Співавтор трилогії «Антологія кооперативного мату».

## Звання та титули
- Майстер ФІДЕ з шахової композиції (2009)
- Міжнародний майстер з шахової композиції (2012)
- Міжнародний гросмейстер з шахової композиції (2018)
- Гросмейстер України (2004)
- Заслужений майстер спорту України (2010)
- Міжнародний арбітр (2010)

## Спортивні досягнення
Чемпіон світу 2007—2009 років в особистому заліку у жанрі кооперативних матів.
Віце-чемпіон світу 2010—2012 років в особистому заліку у жанрі кооперативних матів.
Чемпіон світу 2013—2015 років в особистому заліку у жанрі кооперативних матів.
Віце-чемпіон світу 2016—2018 та 2019—2021 років в особистому заліку у жанрі кооперативних матів.
Чемпіон світу у складі збірної команди України у 5-му чемпіонаті світу.
П'ятиразовий віце-чемпіон світу у складі збірної команди України.
Триразовий переможець і п'ятиразовий призер в окремих розділах командних чемпіонатів світу.
Багаторазовий чемпіон України в особистому та командному заліках.
3-е місце у Кубку FIDE 2015 року.
2-е місце у Кубку FIDE 2017 року.

## Задачі
|   | a | b | c | d | e | f | g | h |   |
| 8 | h7 білий король · d6 чорний ферзь · f6 білий слон · c5 біла тура · d5 чорний пішак · e5 чорний кінь · f5 білий пішак · g5 чорний пішак · a4 чорний слон · c4 чорний пішак · d4 чорний король · f4 білий пішак · c3 чорний пішак · c2 чорний пішак · b1 білий кінь | h7 білий король · d6 чорний ферзь · f6 білий слон · c5 біла тура · d5 чорний пішак · e5 чорний кінь · f5 білий пішак · g5 чорний пішак · a4 чорний слон · c4 чорний пішак · d4 чорний король · f4 білий пішак · c3 чорний пішак · c2 чорний пішак · b1 білий кінь | h7 білий король · d6 чорний ферзь · f6 білий слон · c5 біла тура · d5 чорний пішак · e5 чорний кінь · f5 білий пішак · g5 чорний пішак · a4 чорний слон · c4 чорний пішак · d4 чорний король · f4 білий пішак · c3 чорний пішак · c2 чорний пішак · b1 білий кінь | h7 білий король · d6 чорний ферзь · f6 білий слон · c5 біла тура · d5 чорний пішак · e5 чорний кінь · f5 білий пішак · g5 чорний пішак · a4 чорний слон · c4 чорний пішак · d4 чорний король · f4 білий пішак · c3 чорний пішак · c2 чорний пішак · b1 білий кінь | h7 білий король · d6 чорний ферзь · f6 білий слон · c5 біла тура · d5 чорний пішак · e5 чорний кінь · f5 білий пішак · g5 чорний пішак · a4 чорний слон · c4 чорний пішак · d4 чорний король · f4 білий пішак · c3 чорний пішак · c2 чорний пішак · b1 білий кінь | h7 білий король · d6 чорний ферзь · f6 білий слон · c5 біла тура · d5 чорний пішак · e5 чорний кінь · f5 білий пішак · g5 чорний пішак · a4 чорний слон · c4 чорний пішак · d4 чорний король · f4 білий пішак · c3 чорний пішак · c2 чорний пішак · b1 білий кінь | h7 білий король · d6 чорний ферзь · f6 білий слон · c5 біла тура · d5 чорний пішак · e5 чорний кінь · f5 білий пішак · g5 чорний пішак · a4 чорний слон · c4 чорний пішак · d4 чорний король · f4 білий пішак · c3 чорний пішак · c2 чорний пішак · b1 білий кінь | h7 білий король · d6 чорний ферзь · f6 білий слон · c5 біла тура · d5 чорний пішак · e5 чорний кінь · f5 білий пішак · g5 чорний пішак · a4 чорний слон · c4 чорний пішак · d4 чорний король · f4 білий пішак · c3 чорний пішак · c2 чорний пішак · b1 білий кінь | 8 |
| 7 | h7 білий король · d6 чорний ферзь · f6 білий слон · c5 біла тура · d5 чорний пішак · e5 чорний кінь · f5 білий пішак · g5 чорний пішак · a4 чорний слон · c4 чорний пішак · d4 чорний король · f4 білий пішак · c3 чорний пішак · c2 чорний пішак · b1 білий кінь | h7 білий король · d6 чорний ферзь · f6 білий слон · c5 біла тура · d5 чорний пішак · e5 чорний кінь · f5 білий пішак · g5 чорний пішак · a4 чорний слон · c4 чорний пішак · d4 чорний король · f4 білий пішак · c3 чорний пішак · c2 чорний пішак · b1 білий кінь | h7 білий король · d6 чорний ферзь · f6 білий слон · c5 біла тура · d5 чорний пішак · e5 чорний кінь · f5 білий пішак · g5 чорний пішак · a4 чорний слон · c4 чорний пішак · d4 чорний король · f4 білий пішак · c3 чорний пішак · c2 чорний пішак · b1 білий кінь | h7 білий король · d6 чорний ферзь · f6 білий слон · c5 біла тура · d5 чорний пішак · e5 чорний кінь · f5 білий пішак · g5 чорний пішак · a4 чорний слон · c4 чорний пішак · d4 чорний король · f4 білий пішак · c3 чорний пішак · c2 чорний пішак · b1 білий кінь | h7 білий король · d6 чорний ферзь · f6 білий слон · c5 біла тура · d5 чорний пішак · e5 чорний кінь · f5 білий пішак · g5 чорний пішак · a4 чорний слон · c4 чорний пішак · d4 чорний король · f4 білий пішак · c3 чорний пішак · c2 чорний пішак · b1 білий кінь | h7 білий король · d6 чорний ферзь · f6 білий слон · c5 біла тура · d5 чорний пішак · e5 чорний кінь · f5 білий пішак · g5 чорний пішак · a4 чорний слон · c4 чорний пішак · d4 чорний король · f4 білий пішак · c3 чорний пішак · c2 чорний пішак · b1 білий кінь | h7 білий король · d6 чорний ферзь · f6 білий слон · c5 біла тура · d5 чорний пішак · e5 чорний кінь · f5 білий пішак · g5 чорний пішак · a4 чорний слон · c4 чорний пішак · d4 чорний король · f4 білий пішак · c3 чорний пішак · c2 чорний пішак · b1 білий кінь | h7 білий король · d6 чорний ферзь · f6 білий слон · c5 біла тура · d5 чорний пішак · e5 чорний кінь · f5 білий пішак · g5 чорний пішак · a4 чорний слон · c4 чорний пішак · d4 чорний король · f4 білий пішак · c3 чорний пішак · c2 чорний пішак · b1 білий кінь | 7 |
| 6 | h7 білий король · d6 чорний ферзь · f6 білий слон · c5 біла тура · d5 чорний пішак · e5 чорний кінь · f5 білий пішак · g5 чорний пішак · a4 чорний слон · c4 чорний пішак · d4 чорний король · f4 білий пішак · c3 чорний пішак · c2 чорний пішак · b1 білий кінь | h7 білий король · d6 чорний ферзь · f6 білий слон · c5 біла тура · d5 чорний пішак · e5 чорний кінь · f5 білий пішак · g5 чорний пішак · a4 чорний слон · c4 чорний пішак · d4 чорний король · f4 білий пішак · c3 чорний пішак · c2 чорний пішак · b1 білий кінь | h7 білий король · d6 чорний ферзь · f6 білий слон · c5 біла тура · d5 чорний пішак · e5 чорний кінь · f5 білий пішак · g5 чорний пішак · a4 чорний слон · c4 чорний пішак · d4 чорний король · f4 білий пішак · c3 чорний пішак · c2 чорний пішак · b1 білий кінь | h7 білий король · d6 чорний ферзь · f6 білий слон · c5 біла тура · d5 чорний пішак · e5 чорний кінь · f5 білий пішак · g5 чорний пішак · a4 чорний слон · c4 чорний пішак · d4 чорний король · f4 білий пішак · c3 чорний пішак · c2 чорний пішак · b1 білий кінь | h7 білий король · d6 чорний ферзь · f6 білий слон · c5 біла тура · d5 чорний пішак · e5 чорний кінь · f5 білий пішак · g5 чорний пішак · a4 чорний слон · c4 чорний пішак · d4 чорний король · f4 білий пішак · c3 чорний пішак · c2 чорний пішак · b1 білий кінь | h7 білий король · d6 чорний ферзь · f6 білий слон · c5 біла тура · d5 чорний пішак · e5 чорний кінь · f5 білий пішак · g5 чорний пішак · a4 чорний слон · c4 чорний пішак · d4 чорний король · f4 білий пішак · c3 чорний пішак · c2 чорний пішак · b1 білий кінь | h7 білий король · d6 чорний ферзь · f6 білий слон · c5 біла тура · d5 чорний пішак · e5 чорний кінь · f5 білий пішак · g5 чорний пішак · a4 чорний слон · c4 чорний пішак · d4 чорний король · f4 білий пішак · c3 чорний пішак · c2 чорний пішак · b1 білий кінь | h7 білий король · d6 чорний ферзь · f6 білий слон · c5 біла тура · d5 чорний пішак · e5 чорний кінь · f5 білий пішак · g5 чорний пішак · a4 чорний слон · c4 чорний пішак · d4 чорний король · f4 білий пішак · c3 чорний пішак · c2 чорний пішак · b1 білий кінь | 6 |
| 5 | h7 білий король · d6 чорний ферзь · f6 білий слон · c5 біла тура · d5 чорний пішак · e5 чорний кінь · f5 білий пішак · g5 чорний пішак · a4 чорний слон · c4 чорний пішак · d4 чорний король · f4 білий пішак · c3 чорний пішак · c2 чорний пішак · b1 білий кінь | h7 білий король · d6 чорний ферзь · f6 білий слон · c5 біла тура · d5 чорний пішак · e5 чорний кінь · f5 білий пішак · g5 чорний пішак · a4 чорний слон · c4 чорний пішак · d4 чорний король · f4 білий пішак · c3 чорний пішак · c2 чорний пішак · b1 білий кінь | h7 білий король · d6 чорний ферзь · f6 білий слон · c5 біла тура · d5 чорний пішак · e5 чорний кінь · f5 білий пішак · g5 чорний пішак · a4 чорний слон · c4 чорний пішак · d4 чорний король · f4 білий пішак · c3 чорний пішак · c2 чорний пішак · b1 білий кінь | h7 білий король · d6 чорний ферзь · f6 білий слон · c5 біла тура · d5 чорний пішак · e5 чорний кінь · f5 білий пішак · g5 чорний пішак · a4 чорний слон · c4 чорний пішак · d4 чорний король · f4 білий пішак · c3 чорний пішак · c2 чорний пішак · b1 білий кінь | h7 білий король · d6 чорний ферзь · f6 білий слон · c5 біла тура · d5 чорний пішак · e5 чорний кінь · f5 білий пішак · g5 чорний пішак · a4 чорний слон · c4 чорний пішак · d4 чорний король · f4 білий пішак · c3 чорний пішак · c2 чорний пішак · b1 білий кінь | h7 білий король · d6 чорний ферзь · f6 білий слон · c5 біла тура · d5 чорний пішак · e5 чорний кінь · f5 білий пішак · g5 чорний пішак · a4 чорний слон · c4 чорний пішак · d4 чорний король · f4 білий пішак · c3 чорний пішак · c2 чорний пішак · b1 білий кінь | h7 білий король · d6 чорний ферзь · f6 білий слон · c5 біла тура · d5 чорний пішак · e5 чорний кінь · f5 білий пішак · g5 чорний пішак · a4 чорний слон · c4 чорний пішак · d4 чорний король · f4 білий пішак · c3 чорний пішак · c2 чорний пішак · b1 білий кінь | h7 білий король · d6 чорний ферзь · f6 білий слон · c5 біла тура · d5 чорний пішак · e5 чорний кінь · f5 білий пішак · g5 чорний пішак · a4 чорний слон · c4 чорний пішак · d4 чорний король · f4 білий пішак · c3 чорний пішак · c2 чорний пішак · b1 білий кінь | 5 |
| 4 | h7 білий король · d6 чорний ферзь · f6 білий слон · c5 біла тура · d5 чорний пішак · e5 чорний кінь · f5 білий пішак · g5 чорний пішак · a4 чорний слон · c4 чорний пішак · d4 чорний король · f4 білий пішак · c3 чорний пішак · c2 чорний пішак · b1 білий кінь | h7 білий король · d6 чорний ферзь · f6 білий слон · c5 біла тура · d5 чорний пішак · e5 чорний кінь · f5 білий пішак · g5 чорний пішак · a4 чорний слон · c4 чорний пішак · d4 чорний король · f4 білий пішак · c3 чорний пішак · c2 чорний пішак · b1 білий кінь | h7 білий король · d6 чорний ферзь · f6 білий слон · c5 біла тура · d5 чорний пішак · e5 чорний кінь · f5 білий пішак · g5 чорний пішак · a4 чорний слон · c4 чорний пішак · d4 чорний король · f4 білий пішак · c3 чорний пішак · c2 чорний пішак · b1 білий кінь | h7 білий король · d6 чорний ферзь · f6 білий слон · c5 біла тура · d5 чорний пішак · e5 чорний кінь · f5 білий пішак · g5 чорний пішак · a4 чорний слон · c4 чорний пішак · d4 чорний король · f4 білий пішак · c3 чорний пішак · c2 чорний пішак · b1 білий кінь | h7 білий король · d6 чорний ферзь · f6 білий слон · c5 біла тура · d5 чорний пішак · e5 чорний кінь · f5 білий пішак · g5 чорний пішак · a4 чорний слон · c4 чорний пішак · d4 чорний король · f4 білий пішак · c3 чорний пішак · c2 чорний пішак · b1 білий кінь | h7 білий король · d6 чорний ферзь · f6 білий слон · c5 біла тура · d5 чорний пішак · e5 чорний кінь · f5 білий пішак · g5 чорний пішак · a4 чорний слон · c4 чорний пішак · d4 чорний король · f4 білий пішак · c3 чорний пішак · c2 чорний пішак · b1 білий кінь | h7 білий король · d6 чорний ферзь · f6 білий слон · c5 біла тура · d5 чорний пішак · e5 чорний кінь · f5 білий пішак · g5 чорний пішак · a4 чорний слон · c4 чорний пішак · d4 чорний король · f4 білий пішак · c3 чорний пішак · c2 чорний пішак · b1 білий кінь | h7 білий король · d6 чорний ферзь · f6 білий слон · c5 біла тура · d5 чорний пішак · e5 чорний кінь · f5 білий пішак · g5 чорний пішак · a4 чорний слон · c4 чорний пішак · d4 чорний король · f4 білий пішак · c3 чорний пішак · c2 чорний пішак · b1 білий кінь | 4 |
| 3 | h7 білий король · d6 чорний ферзь · f6 білий слон · c5 біла тура · d5 чорний пішак · e5 чорний кінь · f5 білий пішак · g5 чорний пішак · a4 чорний слон · c4 чорний пішак · d4 чорний король · f4 білий пішак · c3 чорний пішак · c2 чорний пішак · b1 білий кінь | h7 білий король · d6 чорний ферзь · f6 білий слон · c5 біла тура · d5 чорний пішак · e5 чорний кінь · f5 білий пішак · g5 чорний пішак · a4 чорний слон · c4 чорний пішак · d4 чорний король · f4 білий пішак · c3 чорний пішак · c2 чорний пішак · b1 білий кінь | h7 білий король · d6 чорний ферзь · f6 білий слон · c5 біла тура · d5 чорний пішак · e5 чорний кінь · f5 білий пішак · g5 чорний пішак · a4 чорний слон · c4 чорний пішак · d4 чорний король · f4 білий пішак · c3 чорний пішак · c2 чорний пішак · b1 білий кінь | h7 білий король · d6 чорний ферзь · f6 білий слон · c5 біла тура · d5 чорний пішак · e5 чорний кінь · f5 білий пішак · g5 чорний пішак · a4 чорний слон · c4 чорний пішак · d4 чорний король · f4 білий пішак · c3 чорний пішак · c2 чорний пішак · b1 білий кінь | h7 білий король · d6 чорний ферзь · f6 білий слон · c5 біла тура · d5 чорний пішак · e5 чорний кінь · f5 білий пішак · g5 чорний пішак · a4 чорний слон · c4 чорний пішак · d4 чорний король · f4 білий пішак · c3 чорний пішак · c2 чорний пішак · b1 білий кінь | h7 білий король · d6 чорний ферзь · f6 білий слон · c5 біла тура · d5 чорний пішак · e5 чорний кінь · f5 білий пішак · g5 чорний пішак · a4 чорний слон · c4 чорний пішак · d4 чорний король · f4 білий пішак · c3 чорний пішак · c2 чорний пішак · b1 білий кінь | h7 білий король · d6 чорний ферзь · f6 білий слон · c5 біла тура · d5 чорний пішак · e5 чорний кінь · f5 білий пішак · g5 чорний пішак · a4 чорний слон · c4 чорний пішак · d4 чорний король · f4 білий пішак · c3 чорний пішак · c2 чорний пішак · b1 білий кінь | h7 білий король · d6 чорний ферзь · f6 білий слон · c5 біла тура · d5 чорний пішак · e5 чорний кінь · f5 білий пішак · g5 чорний пішак · a4 чорний слон · c4 чорний пішак · d4 чорний король · f4 білий пішак · c3 чорний пішак · c2 чорний пішак · b1 білий кінь | 3 |
| 2 | h7 білий король · d6 чорний ферзь · f6 білий слон · c5 біла тура · d5 чорний пішак · e5 чорний кінь · f5 білий пішак · g5 чорний пішак · a4 чорний слон · c4 чорний пішак · d4 чорний король · f4 білий пішак · c3 чорний пішак · c2 чорний пішак · b1 білий кінь | h7 білий король · d6 чорний ферзь · f6 білий слон · c5 біла тура · d5 чорний пішак · e5 чорний кінь · f5 білий пішак · g5 чорний пішак · a4 чорний слон · c4 чорний пішак · d4 чорний король · f4 білий пішак · c3 чорний пішак · c2 чорний пішак · b1 білий кінь | h7 білий король · d6 чорний ферзь · f6 білий слон · c5 біла тура · d5 чорний пішак · e5 чорний кінь · f5 білий пішак · g5 чорний пішак · a4 чорний слон · c4 чорний пішак · d4 чорний король · f4 білий пішак · c3 чорний пішак · c2 чорний пішак · b1 білий кінь | h7 білий король · d6 чорний ферзь · f6 білий слон · c5 біла тура · d5 чорний пішак · e5 чорний кінь · f5 білий пішак · g5 чорний пішак · a4 чорний слон · c4 чорний пішак · d4 чорний король · f4 білий пішак · c3 чорний пішак · c2 чорний пішак · b1 білий кінь | h7 білий король · d6 чорний ферзь · f6 білий слон · c5 біла тура · d5 чорний пішак · e5 чорний кінь · f5 білий пішак · g5 чорний пішак · a4 чорний слон · c4 чорний пішак · d4 чорний король · f4 білий пішак · c3 чорний пішак · c2 чорний пішак · b1 білий кінь | h7 білий король · d6 чорний ферзь · f6 білий слон · c5 біла тура · d5 чорний пішак · e5 чорний кінь · f5 білий пішак · g5 чорний пішак · a4 чорний слон · c4 чорний пішак · d4 чорний король · f4 білий пішак · c3 чорний пішак · c2 чорний пішак · b1 білий кінь | h7 білий король · d6 чорний ферзь · f6 білий слон · c5 біла тура · d5 чорний пішак · e5 чорний кінь · f5 білий пішак · g5 чорний пішак · a4 чорний слон · c4 чорний пішак · d4 чорний король · f4 білий пішак · c3 чорний пішак · c2 чорний пішак · b1 білий кінь | h7 білий король · d6 чорний ферзь · f6 білий слон · c5 біла тура · d5 чорний пішак · e5 чорний кінь · f5 білий пішак · g5 чорний пішак · a4 чорний слон · c4 чорний пішак · d4 чорний король · f4 білий пішак · c3 чорний пішак · c2 чорний пішак · b1 білий кінь | 2 |
| 1 | h7 білий король · d6 чорний ферзь · f6 білий слон · c5 біла тура · d5 чорний пішак · e5 чорний кінь · f5 білий пішак · g5 чорний пішак · a4 чорний слон · c4 чорний пішак · d4 чорний король · f4 білий пішак · c3 чорний пішак · c2 чорний пішак · b1 білий кінь | h7 білий король · d6 чорний ферзь · f6 білий слон · c5 біла тура · d5 чорний пішак · e5 чорний кінь · f5 білий пішак · g5 чорний пішак · a4 чорний слон · c4 чорний пішак · d4 чорний король · f4 білий пішак · c3 чорний пішак · c2 чорний пішак · b1 білий кінь | h7 білий король · d6 чорний ферзь · f6 білий слон · c5 біла тура · d5 чорний пішак · e5 чорний кінь · f5 білий пішак · g5 чорний пішак · a4 чорний слон · c4 чорний пішак · d4 чорний король · f4 білий пішак · c3 чорний пішак · c2 чорний пішак · b1 білий кінь | h7 білий король · d6 чорний ферзь · f6 білий слон · c5 біла тура · d5 чорний пішак · e5 чорний кінь · f5 білий пішак · g5 чорний пішак · a4 чорний слон · c4 чорний пішак · d4 чорний король · f4 білий пішак · c3 чорний пішак · c2 чорний пішак · b1 білий кінь | h7 білий король · d6 чорний ферзь · f6 білий слон · c5 біла тура · d5 чорний пішак · e5 чорний кінь · f5 білий пішак · g5 чорний пішак · a4 чорний слон · c4 чорний пішак · d4 чорний король · f4 білий пішак · c3 чорний пішак · c2 чорний пішак · b1 білий кінь | h7 білий король · d6 чорний ферзь · f6 білий слон · c5 біла тура · d5 чорний пішак · e5 чорний кінь · f5 білий пішак · g5 чорний пішак · a4 чорний слон · c4 чорний пішак · d4 чорний король · f4 білий пішак · c3 чорний пішак · c2 чорний пішак · b1 білий кінь | h7 білий король · d6 чорний ферзь · f6 білий слон · c5 біла тура · d5 чорний пішак · e5 чорний кінь · f5 білий пішак · g5 чорний пішак · a4 чорний слон · c4 чорний пішак · d4 чорний король · f4 білий пішак · c3 чорний пішак · c2 чорний пішак · b1 білий кінь | h7 білий король · d6 чорний ферзь · f6 білий слон · c5 біла тура · d5 чорний пішак · e5 чорний кінь · f5 білий пішак · g5 чорний пішак · a4 чорний слон · c4 чорний пішак · d4 чорний король · f4 білий пішак · c3 чорний пішак · c2 чорний пішак · b1 білий кінь | 1 |
|   | a | b | c | d | e | f | g | h |   |

1.Lb3 S: c3 (A) 2.K: c3 T: d5 (B) 3.Db4 L: e5# (C)
1.Lc6 T: d5 (B) 2.K: d5 L: e5 (C) 3.Dc5 S: c3# (A)
1.g: f4 L: e5 (C) 2.K: e5 S: c3 (A) 3.Df6 T: d5# (B)
Вперше здійснений синтез тем циклічного активного Зілахі (циклічне чергування функцій трьох білих фігур по типу жертва-мат) і Кніста (білі б'ють чорну фігуру на полі, на якому різніше чорный король отримає мат) з трьома білими тематичними фігурами у формі Неймана (кілька розв'язків).
Циклічне чергування всіх трьох ходів білих. Однорідна гра чорних — дальнє блокування — взяття білої фігури королем — блокування ферзем.
|   | a | b | c | d | e | f | g | h |   |
| 8 | a7 чорний пішак · d6 чорний пішак · e6 чорний король · g5 чорний ферзь · a4 білий слон · c4 білий кінь · a3 чорний пішак · b3 чорний пішак · d3 білий кінь · e3 чорний пішак · f3 чорний кінь · h3 чорний слон · a2 біла тура · b2 чорний кінь · b1 білий король · c1 чорний слон · d1 чорна тура | a7 чорний пішак · d6 чорний пішак · e6 чорний король · g5 чорний ферзь · a4 білий слон · c4 білий кінь · a3 чорний пішак · b3 чорний пішак · d3 білий кінь · e3 чорний пішак · f3 чорний кінь · h3 чорний слон · a2 біла тура · b2 чорний кінь · b1 білий король · c1 чорний слон · d1 чорна тура | a7 чорний пішак · d6 чорний пішак · e6 чорний король · g5 чорний ферзь · a4 білий слон · c4 білий кінь · a3 чорний пішак · b3 чорний пішак · d3 білий кінь · e3 чорний пішак · f3 чорний кінь · h3 чорний слон · a2 біла тура · b2 чорний кінь · b1 білий король · c1 чорний слон · d1 чорна тура | a7 чорний пішак · d6 чорний пішак · e6 чорний король · g5 чорний ферзь · a4 білий слон · c4 білий кінь · a3 чорний пішак · b3 чорний пішак · d3 білий кінь · e3 чорний пішак · f3 чорний кінь · h3 чорний слон · a2 біла тура · b2 чорний кінь · b1 білий король · c1 чорний слон · d1 чорна тура | a7 чорний пішак · d6 чорний пішак · e6 чорний король · g5 чорний ферзь · a4 білий слон · c4 білий кінь · a3 чорний пішак · b3 чорний пішак · d3 білий кінь · e3 чорний пішак · f3 чорний кінь · h3 чорний слон · a2 біла тура · b2 чорний кінь · b1 білий король · c1 чорний слон · d1 чорна тура | a7 чорний пішак · d6 чорний пішак · e6 чорний король · g5 чорний ферзь · a4 білий слон · c4 білий кінь · a3 чорний пішак · b3 чорний пішак · d3 білий кінь · e3 чорний пішак · f3 чорний кінь · h3 чорний слон · a2 біла тура · b2 чорний кінь · b1 білий король · c1 чорний слон · d1 чорна тура | a7 чорний пішак · d6 чорний пішак · e6 чорний король · g5 чорний ферзь · a4 білий слон · c4 білий кінь · a3 чорний пішак · b3 чорний пішак · d3 білий кінь · e3 чорний пішак · f3 чорний кінь · h3 чорний слон · a2 біла тура · b2 чорний кінь · b1 білий король · c1 чорний слон · d1 чорна тура | a7 чорний пішак · d6 чорний пішак · e6 чорний король · g5 чорний ферзь · a4 білий слон · c4 білий кінь · a3 чорний пішак · b3 чорний пішак · d3 білий кінь · e3 чорний пішак · f3 чорний кінь · h3 чорний слон · a2 біла тура · b2 чорний кінь · b1 білий король · c1 чорний слон · d1 чорна тура | 8 |
| 7 | a7 чорний пішак · d6 чорний пішак · e6 чорний король · g5 чорний ферзь · a4 білий слон · c4 білий кінь · a3 чорний пішак · b3 чорний пішак · d3 білий кінь · e3 чорний пішак · f3 чорний кінь · h3 чорний слон · a2 біла тура · b2 чорний кінь · b1 білий король · c1 чорний слон · d1 чорна тура | a7 чорний пішак · d6 чорний пішак · e6 чорний король · g5 чорний ферзь · a4 білий слон · c4 білий кінь · a3 чорний пішак · b3 чорний пішак · d3 білий кінь · e3 чорний пішак · f3 чорний кінь · h3 чорний слон · a2 біла тура · b2 чорний кінь · b1 білий король · c1 чорний слон · d1 чорна тура | a7 чорний пішак · d6 чорний пішак · e6 чорний король · g5 чорний ферзь · a4 білий слон · c4 білий кінь · a3 чорний пішак · b3 чорний пішак · d3 білий кінь · e3 чорний пішак · f3 чорний кінь · h3 чорний слон · a2 біла тура · b2 чорний кінь · b1 білий король · c1 чорний слон · d1 чорна тура | a7 чорний пішак · d6 чорний пішак · e6 чорний король · g5 чорний ферзь · a4 білий слон · c4 білий кінь · a3 чорний пішак · b3 чорний пішак · d3 білий кінь · e3 чорний пішак · f3 чорний кінь · h3 чорний слон · a2 біла тура · b2 чорний кінь · b1 білий король · c1 чорний слон · d1 чорна тура | a7 чорний пішак · d6 чорний пішак · e6 чорний король · g5 чорний ферзь · a4 білий слон · c4 білий кінь · a3 чорний пішак · b3 чорний пішак · d3 білий кінь · e3 чорний пішак · f3 чорний кінь · h3 чорний слон · a2 біла тура · b2 чорний кінь · b1 білий король · c1 чорний слон · d1 чорна тура | a7 чорний пішак · d6 чорний пішак · e6 чорний король · g5 чорний ферзь · a4 білий слон · c4 білий кінь · a3 чорний пішак · b3 чорний пішак · d3 білий кінь · e3 чорний пішак · f3 чорний кінь · h3 чорний слон · a2 біла тура · b2 чорний кінь · b1 білий король · c1 чорний слон · d1 чорна тура | a7 чорний пішак · d6 чорний пішак · e6 чорний король · g5 чорний ферзь · a4 білий слон · c4 білий кінь · a3 чорний пішак · b3 чорний пішак · d3 білий кінь · e3 чорний пішак · f3 чорний кінь · h3 чорний слон · a2 біла тура · b2 чорний кінь · b1 білий король · c1 чорний слон · d1 чорна тура | a7 чорний пішак · d6 чорний пішак · e6 чорний король · g5 чорний ферзь · a4 білий слон · c4 білий кінь · a3 чорний пішак · b3 чорний пішак · d3 білий кінь · e3 чорний пішак · f3 чорний кінь · h3 чорний слон · a2 біла тура · b2 чорний кінь · b1 білий король · c1 чорний слон · d1 чорна тура | 7 |
| 6 | a7 чорний пішак · d6 чорний пішак · e6 чорний король · g5 чорний ферзь · a4 білий слон · c4 білий кінь · a3 чорний пішак · b3 чорний пішак · d3 білий кінь · e3 чорний пішак · f3 чорний кінь · h3 чорний слон · a2 біла тура · b2 чорний кінь · b1 білий король · c1 чорний слон · d1 чорна тура | a7 чорний пішак · d6 чорний пішак · e6 чорний король · g5 чорний ферзь · a4 білий слон · c4 білий кінь · a3 чорний пішак · b3 чорний пішак · d3 білий кінь · e3 чорний пішак · f3 чорний кінь · h3 чорний слон · a2 біла тура · b2 чорний кінь · b1 білий король · c1 чорний слон · d1 чорна тура | a7 чорний пішак · d6 чорний пішак · e6 чорний король · g5 чорний ферзь · a4 білий слон · c4 білий кінь · a3 чорний пішак · b3 чорний пішак · d3 білий кінь · e3 чорний пішак · f3 чорний кінь · h3 чорний слон · a2 біла тура · b2 чорний кінь · b1 білий король · c1 чорний слон · d1 чорна тура | a7 чорний пішак · d6 чорний пішак · e6 чорний король · g5 чорний ферзь · a4 білий слон · c4 білий кінь · a3 чорний пішак · b3 чорний пішак · d3 білий кінь · e3 чорний пішак · f3 чорний кінь · h3 чорний слон · a2 біла тура · b2 чорний кінь · b1 білий король · c1 чорний слон · d1 чорна тура | a7 чорний пішак · d6 чорний пішак · e6 чорний король · g5 чорний ферзь · a4 білий слон · c4 білий кінь · a3 чорний пішак · b3 чорний пішак · d3 білий кінь · e3 чорний пішак · f3 чорний кінь · h3 чорний слон · a2 біла тура · b2 чорний кінь · b1 білий король · c1 чорний слон · d1 чорна тура | a7 чорний пішак · d6 чорний пішак · e6 чорний король · g5 чорний ферзь · a4 білий слон · c4 білий кінь · a3 чорний пішак · b3 чорний пішак · d3 білий кінь · e3 чорний пішак · f3 чорний кінь · h3 чорний слон · a2 біла тура · b2 чорний кінь · b1 білий король · c1 чорний слон · d1 чорна тура | a7 чорний пішак · d6 чорний пішак · e6 чорний король · g5 чорний ферзь · a4 білий слон · c4 білий кінь · a3 чорний пішак · b3 чорний пішак · d3 білий кінь · e3 чорний пішак · f3 чорний кінь · h3 чорний слон · a2 біла тура · b2 чорний кінь · b1 білий король · c1 чорний слон · d1 чорна тура | a7 чорний пішак · d6 чорний пішак · e6 чорний король · g5 чорний ферзь · a4 білий слон · c4 білий кінь · a3 чорний пішак · b3 чорний пішак · d3 білий кінь · e3 чорний пішак · f3 чорний кінь · h3 чорний слон · a2 біла тура · b2 чорний кінь · b1 білий король · c1 чорний слон · d1 чорна тура | 6 |
| 5 | a7 чорний пішак · d6 чорний пішак · e6 чорний король · g5 чорний ферзь · a4 білий слон · c4 білий кінь · a3 чорний пішак · b3 чорний пішак · d3 білий кінь · e3 чорний пішак · f3 чорний кінь · h3 чорний слон · a2 біла тура · b2 чорний кінь · b1 білий король · c1 чорний слон · d1 чорна тура | a7 чорний пішак · d6 чорний пішак · e6 чорний король · g5 чорний ферзь · a4 білий слон · c4 білий кінь · a3 чорний пішак · b3 чорний пішак · d3 білий кінь · e3 чорний пішак · f3 чорний кінь · h3 чорний слон · a2 біла тура · b2 чорний кінь · b1 білий король · c1 чорний слон · d1 чорна тура | a7 чорний пішак · d6 чорний пішак · e6 чорний король · g5 чорний ферзь · a4 білий слон · c4 білий кінь · a3 чорний пішак · b3 чорний пішак · d3 білий кінь · e3 чорний пішак · f3 чорний кінь · h3 чорний слон · a2 біла тура · b2 чорний кінь · b1 білий король · c1 чорний слон · d1 чорна тура | a7 чорний пішак · d6 чорний пішак · e6 чорний король · g5 чорний ферзь · a4 білий слон · c4 білий кінь · a3 чорний пішак · b3 чорний пішак · d3 білий кінь · e3 чорний пішак · f3 чорний кінь · h3 чорний слон · a2 біла тура · b2 чорний кінь · b1 білий король · c1 чорний слон · d1 чорна тура | a7 чорний пішак · d6 чорний пішак · e6 чорний король · g5 чорний ферзь · a4 білий слон · c4 білий кінь · a3 чорний пішак · b3 чорний пішак · d3 білий кінь · e3 чорний пішак · f3 чорний кінь · h3 чорний слон · a2 біла тура · b2 чорний кінь · b1 білий король · c1 чорний слон · d1 чорна тура | a7 чорний пішак · d6 чорний пішак · e6 чорний король · g5 чорний ферзь · a4 білий слон · c4 білий кінь · a3 чорний пішак · b3 чорний пішак · d3 білий кінь · e3 чорний пішак · f3 чорний кінь · h3 чорний слон · a2 біла тура · b2 чорний кінь · b1 білий король · c1 чорний слон · d1 чорна тура | a7 чорний пішак · d6 чорний пішак · e6 чорний король · g5 чорний ферзь · a4 білий слон · c4 білий кінь · a3 чорний пішак · b3 чорний пішак · d3 білий кінь · e3 чорний пішак · f3 чорний кінь · h3 чорний слон · a2 біла тура · b2 чорний кінь · b1 білий король · c1 чорний слон · d1 чорна тура | a7 чорний пішак · d6 чорний пішак · e6 чорний король · g5 чорний ферзь · a4 білий слон · c4 білий кінь · a3 чорний пішак · b3 чорний пішак · d3 білий кінь · e3 чорний пішак · f3 чорний кінь · h3 чорний слон · a2 біла тура · b2 чорний кінь · b1 білий король · c1 чорний слон · d1 чорна тура | 5 |
| 4 | a7 чорний пішак · d6 чорний пішак · e6 чорний король · g5 чорний ферзь · a4 білий слон · c4 білий кінь · a3 чорний пішак · b3 чорний пішак · d3 білий кінь · e3 чорний пішак · f3 чорний кінь · h3 чорний слон · a2 біла тура · b2 чорний кінь · b1 білий король · c1 чорний слон · d1 чорна тура | a7 чорний пішак · d6 чорний пішак · e6 чорний король · g5 чорний ферзь · a4 білий слон · c4 білий кінь · a3 чорний пішак · b3 чорний пішак · d3 білий кінь · e3 чорний пішак · f3 чорний кінь · h3 чорний слон · a2 біла тура · b2 чорний кінь · b1 білий король · c1 чорний слон · d1 чорна тура | a7 чорний пішак · d6 чорний пішак · e6 чорний король · g5 чорний ферзь · a4 білий слон · c4 білий кінь · a3 чорний пішак · b3 чорний пішак · d3 білий кінь · e3 чорний пішак · f3 чорний кінь · h3 чорний слон · a2 біла тура · b2 чорний кінь · b1 білий король · c1 чорний слон · d1 чорна тура | a7 чорний пішак · d6 чорний пішак · e6 чорний король · g5 чорний ферзь · a4 білий слон · c4 білий кінь · a3 чорний пішак · b3 чорний пішак · d3 білий кінь · e3 чорний пішак · f3 чорний кінь · h3 чорний слон · a2 біла тура · b2 чорний кінь · b1 білий король · c1 чорний слон · d1 чорна тура | a7 чорний пішак · d6 чорний пішак · e6 чорний король · g5 чорний ферзь · a4 білий слон · c4 білий кінь · a3 чорний пішак · b3 чорний пішак · d3 білий кінь · e3 чорний пішак · f3 чорний кінь · h3 чорний слон · a2 біла тура · b2 чорний кінь · b1 білий король · c1 чорний слон · d1 чорна тура | a7 чорний пішак · d6 чорний пішак · e6 чорний король · g5 чорний ферзь · a4 білий слон · c4 білий кінь · a3 чорний пішак · b3 чорний пішак · d3 білий кінь · e3 чорний пішак · f3 чорний кінь · h3 чорний слон · a2 біла тура · b2 чорний кінь · b1 білий король · c1 чорний слон · d1 чорна тура | a7 чорний пішак · d6 чорний пішак · e6 чорний король · g5 чорний ферзь · a4 білий слон · c4 білий кінь · a3 чорний пішак · b3 чорний пішак · d3 білий кінь · e3 чорний пішак · f3 чорний кінь · h3 чорний слон · a2 біла тура · b2 чорний кінь · b1 білий король · c1 чорний слон · d1 чорна тура | a7 чорний пішак · d6 чорний пішак · e6 чорний король · g5 чорний ферзь · a4 білий слон · c4 білий кінь · a3 чорний пішак · b3 чорний пішак · d3 білий кінь · e3 чорний пішак · f3 чорний кінь · h3 чорний слон · a2 біла тура · b2 чорний кінь · b1 білий король · c1 чорний слон · d1 чорна тура | 4 |
| 3 | a7 чорний пішак · d6 чорний пішак · e6 чорний король · g5 чорний ферзь · a4 білий слон · c4 білий кінь · a3 чорний пішак · b3 чорний пішак · d3 білий кінь · e3 чорний пішак · f3 чорний кінь · h3 чорний слон · a2 біла тура · b2 чорний кінь · b1 білий король · c1 чорний слон · d1 чорна тура | a7 чорний пішак · d6 чорний пішак · e6 чорний король · g5 чорний ферзь · a4 білий слон · c4 білий кінь · a3 чорний пішак · b3 чорний пішак · d3 білий кінь · e3 чорний пішак · f3 чорний кінь · h3 чорний слон · a2 біла тура · b2 чорний кінь · b1 білий король · c1 чорний слон · d1 чорна тура | a7 чорний пішак · d6 чорний пішак · e6 чорний король · g5 чорний ферзь · a4 білий слон · c4 білий кінь · a3 чорний пішак · b3 чорний пішак · d3 білий кінь · e3 чорний пішак · f3 чорний кінь · h3 чорний слон · a2 біла тура · b2 чорний кінь · b1 білий король · c1 чорний слон · d1 чорна тура | a7 чорний пішак · d6 чорний пішак · e6 чорний король · g5 чорний ферзь · a4 білий слон · c4 білий кінь · a3 чорний пішак · b3 чорний пішак · d3 білий кінь · e3 чорний пішак · f3 чорний кінь · h3 чорний слон · a2 біла тура · b2 чорний кінь · b1 білий король · c1 чорний слон · d1 чорна тура | a7 чорний пішак · d6 чорний пішак · e6 чорний король · g5 чорний ферзь · a4 білий слон · c4 білий кінь · a3 чорний пішак · b3 чорний пішак · d3 білий кінь · e3 чорний пішак · f3 чорний кінь · h3 чорний слон · a2 біла тура · b2 чорний кінь · b1 білий король · c1 чорний слон · d1 чорна тура | a7 чорний пішак · d6 чорний пішак · e6 чорний король · g5 чорний ферзь · a4 білий слон · c4 білий кінь · a3 чорний пішак · b3 чорний пішак · d3 білий кінь · e3 чорний пішак · f3 чорний кінь · h3 чорний слон · a2 біла тура · b2 чорний кінь · b1 білий король · c1 чорний слон · d1 чорна тура | a7 чорний пішак · d6 чорний пішак · e6 чорний король · g5 чорний ферзь · a4 білий слон · c4 білий кінь · a3 чорний пішак · b3 чорний пішак · d3 білий кінь · e3 чорний пішак · f3 чорний кінь · h3 чорний слон · a2 біла тура · b2 чорний кінь · b1 білий король · c1 чорний слон · d1 чорна тура | a7 чорний пішак · d6 чорний пішак · e6 чорний король · g5 чорний ферзь · a4 білий слон · c4 білий кінь · a3 чорний пішак · b3 чорний пішак · d3 білий кінь · e3 чорний пішак · f3 чорний кінь · h3 чорний слон · a2 біла тура · b2 чорний кінь · b1 білий король · c1 чорний слон · d1 чорна тура | 3 |
| 2 | a7 чорний пішак · d6 чорний пішак · e6 чорний король · g5 чорний ферзь · a4 білий слон · c4 білий кінь · a3 чорний пішак · b3 чорний пішак · d3 білий кінь · e3 чорний пішак · f3 чорний кінь · h3 чорний слон · a2 біла тура · b2 чорний кінь · b1 білий король · c1 чорний слон · d1 чорна тура | a7 чорний пішак · d6 чорний пішак · e6 чорний король · g5 чорний ферзь · a4 білий слон · c4 білий кінь · a3 чорний пішак · b3 чорний пішак · d3 білий кінь · e3 чорний пішак · f3 чорний кінь · h3 чорний слон · a2 біла тура · b2 чорний кінь · b1 білий король · c1 чорний слон · d1 чорна тура | a7 чорний пішак · d6 чорний пішак · e6 чорний король · g5 чорний ферзь · a4 білий слон · c4 білий кінь · a3 чорний пішак · b3 чорний пішак · d3 білий кінь · e3 чорний пішак · f3 чорний кінь · h3 чорний слон · a2 біла тура · b2 чорний кінь · b1 білий король · c1 чорний слон · d1 чорна тура | a7 чорний пішак · d6 чорний пішак · e6 чорний король · g5 чорний ферзь · a4 білий слон · c4 білий кінь · a3 чорний пішак · b3 чорний пішак · d3 білий кінь · e3 чорний пішак · f3 чорний кінь · h3 чорний слон · a2 біла тура · b2 чорний кінь · b1 білий король · c1 чорний слон · d1 чорна тура | a7 чорний пішак · d6 чорний пішак · e6 чорний король · g5 чорний ферзь · a4 білий слон · c4 білий кінь · a3 чорний пішак · b3 чорний пішак · d3 білий кінь · e3 чорний пішак · f3 чорний кінь · h3 чорний слон · a2 біла тура · b2 чорний кінь · b1 білий король · c1 чорний слон · d1 чорна тура | a7 чорний пішак · d6 чорний пішак · e6 чорний король · g5 чорний ферзь · a4 білий слон · c4 білий кінь · a3 чорний пішак · b3 чорний пішак · d3 білий кінь · e3 чорний пішак · f3 чорний кінь · h3 чорний слон · a2 біла тура · b2 чорний кінь · b1 білий король · c1 чорний слон · d1 чорна тура | a7 чорний пішак · d6 чорний пішак · e6 чорний король · g5 чорний ферзь · a4 білий слон · c4 білий кінь · a3 чорний пішак · b3 чорний пішак · d3 білий кінь · e3 чорний пішак · f3 чорний кінь · h3 чорний слон · a2 біла тура · b2 чорний кінь · b1 білий король · c1 чорний слон · d1 чорна тура | a7 чорний пішак · d6 чорний пішак · e6 чорний король · g5 чорний ферзь · a4 білий слон · c4 білий кінь · a3 чорний пішак · b3 чорний пішак · d3 білий кінь · e3 чорний пішак · f3 чорний кінь · h3 чорний слон · a2 біла тура · b2 чорний кінь · b1 білий король · c1 чорний слон · d1 чорна тура | 2 |
| 1 | a7 чорний пішак · d6 чорний пішак · e6 чорний король · g5 чорний ферзь · a4 білий слон · c4 білий кінь · a3 чорний пішак · b3 чорний пішак · d3 білий кінь · e3 чорний пішак · f3 чорний кінь · h3 чорний слон · a2 біла тура · b2 чорний кінь · b1 білий король · c1 чорний слон · d1 чорна тура | a7 чорний пішак · d6 чорний пішак · e6 чорний король · g5 чорний ферзь · a4 білий слон · c4 білий кінь · a3 чорний пішак · b3 чорний пішак · d3 білий кінь · e3 чорний пішак · f3 чорний кінь · h3 чорний слон · a2 біла тура · b2 чорний кінь · b1 білий король · c1 чорний слон · d1 чорна тура | a7 чорний пішак · d6 чорний пішак · e6 чорний король · g5 чорний ферзь · a4 білий слон · c4 білий кінь · a3 чорний пішак · b3 чорний пішак · d3 білий кінь · e3 чорний пішак · f3 чорний кінь · h3 чорний слон · a2 біла тура · b2 чорний кінь · b1 білий король · c1 чорний слон · d1 чорна тура | a7 чорний пішак · d6 чорний пішак · e6 чорний король · g5 чорний ферзь · a4 білий слон · c4 білий кінь · a3 чорний пішак · b3 чорний пішак · d3 білий кінь · e3 чорний пішак · f3 чорний кінь · h3 чорний слон · a2 біла тура · b2 чорний кінь · b1 білий король · c1 чорний слон · d1 чорна тура | a7 чорний пішак · d6 чорний пішак · e6 чорний король · g5 чорний ферзь · a4 білий слон · c4 білий кінь · a3 чорний пішак · b3 чорний пішак · d3 білий кінь · e3 чорний пішак · f3 чорний кінь · h3 чорний слон · a2 біла тура · b2 чорний кінь · b1 білий король · c1 чорний слон · d1 чорна тура | a7 чорний пішак · d6 чорний пішак · e6 чорний король · g5 чорний ферзь · a4 білий слон · c4 білий кінь · a3 чорний пішак · b3 чорний пішак · d3 білий кінь · e3 чорний пішак · f3 чорний кінь · h3 чорний слон · a2 біла тура · b2 чорний кінь · b1 білий король · c1 чорний слон · d1 чорна тура | a7 чорний пішак · d6 чорний пішак · e6 чорний король · g5 чорний ферзь · a4 білий слон · c4 білий кінь · a3 чорний пішак · b3 чорний пішак · d3 білий кінь · e3 чорний пішак · f3 чорний кінь · h3 чорний слон · a2 біла тура · b2 чорний кінь · b1 білий король · c1 чорний слон · d1 чорна тура | a7 чорний пішак · d6 чорний пішак · e6 чорний король · g5 чорний ферзь · a4 білий слон · c4 білий кінь · a3 чорний пішак · b3 чорний пішак · d3 білий кінь · e3 чорний пішак · f3 чорний кінь · h3 чорний слон · a2 біла тура · b2 чорний кінь · b1 білий король · c1 чорний слон · d1 чорна тура | 1 |
|   | a | b | c | d | e | f | g | h |   |

1.S: a4 Th2 2.Lg4 Th6+ 3.Kf5 S: d6#
1.S: c4 Tf2 2.Se5 Tf8 3.De7 Sf4#
1.S: d3 Tg2 2.Df6 Tg7 3.d5 Ld7#

Циклічний Зілахі. Циклічне чергування функцій трьох білих фігур (La4, Sc4, Sd3). Засідка білої тури за чорними фігурами.
|   | a | b | c | d | e | f | g | h |   |
| 8 | f7 білий король · g4 чорний пішак · c3 чорний пішак · d3 чорний пішак · e3 чорний пішак · c2 білий пішак · d2 білий пішак · e2 білий пішак · d1 чорний король · e1 чорний кінь | f7 білий король · g4 чорний пішак · c3 чорний пішак · d3 чорний пішак · e3 чорний пішак · c2 білий пішак · d2 білий пішак · e2 білий пішак · d1 чорний король · e1 чорний кінь | f7 білий король · g4 чорний пішак · c3 чорний пішак · d3 чорний пішак · e3 чорний пішак · c2 білий пішак · d2 білий пішак · e2 білий пішак · d1 чорний король · e1 чорний кінь | f7 білий король · g4 чорний пішак · c3 чорний пішак · d3 чорний пішак · e3 чорний пішак · c2 білий пішак · d2 білий пішак · e2 білий пішак · d1 чорний король · e1 чорний кінь | f7 білий король · g4 чорний пішак · c3 чорний пішак · d3 чорний пішак · e3 чорний пішак · c2 білий пішак · d2 білий пішак · e2 білий пішак · d1 чорний король · e1 чорний кінь | f7 білий король · g4 чорний пішак · c3 чорний пішак · d3 чорний пішак · e3 чорний пішак · c2 білий пішак · d2 білий пішак · e2 білий пішак · d1 чорний король · e1 чорний кінь | f7 білий король · g4 чорний пішак · c3 чорний пішак · d3 чорний пішак · e3 чорний пішак · c2 білий пішак · d2 білий пішак · e2 білий пішак · d1 чорний король · e1 чорний кінь | f7 білий король · g4 чорний пішак · c3 чорний пішак · d3 чорний пішак · e3 чорний пішак · c2 білий пішак · d2 білий пішак · e2 білий пішак · d1 чорний король · e1 чорний кінь | 8 |
| 7 | f7 білий король · g4 чорний пішак · c3 чорний пішак · d3 чорний пішак · e3 чорний пішак · c2 білий пішак · d2 білий пішак · e2 білий пішак · d1 чорний король · e1 чорний кінь | f7 білий король · g4 чорний пішак · c3 чорний пішак · d3 чорний пішак · e3 чорний пішак · c2 білий пішак · d2 білий пішак · e2 білий пішак · d1 чорний король · e1 чорний кінь | f7 білий король · g4 чорний пішак · c3 чорний пішак · d3 чорний пішак · e3 чорний пішак · c2 білий пішак · d2 білий пішак · e2 білий пішак · d1 чорний король · e1 чорний кінь | f7 білий король · g4 чорний пішак · c3 чорний пішак · d3 чорний пішак · e3 чорний пішак · c2 білий пішак · d2 білий пішак · e2 білий пішак · d1 чорний король · e1 чорний кінь | f7 білий король · g4 чорний пішак · c3 чорний пішак · d3 чорний пішак · e3 чорний пішак · c2 білий пішак · d2 білий пішак · e2 білий пішак · d1 чорний король · e1 чорний кінь | f7 білий король · g4 чорний пішак · c3 чорний пішак · d3 чорний пішак · e3 чорний пішак · c2 білий пішак · d2 білий пішак · e2 білий пішак · d1 чорний король · e1 чорний кінь | f7 білий король · g4 чорний пішак · c3 чорний пішак · d3 чорний пішак · e3 чорний пішак · c2 білий пішак · d2 білий пішак · e2 білий пішак · d1 чорний король · e1 чорний кінь | f7 білий король · g4 чорний пішак · c3 чорний пішак · d3 чорний пішак · e3 чорний пішак · c2 білий пішак · d2 білий пішак · e2 білий пішак · d1 чорний король · e1 чорний кінь | 7 |
| 6 | f7 білий король · g4 чорний пішак · c3 чорний пішак · d3 чорний пішак · e3 чорний пішак · c2 білий пішак · d2 білий пішак · e2 білий пішак · d1 чорний король · e1 чорний кінь | f7 білий король · g4 чорний пішак · c3 чорний пішак · d3 чорний пішак · e3 чорний пішак · c2 білий пішак · d2 білий пішак · e2 білий пішак · d1 чорний король · e1 чорний кінь | f7 білий король · g4 чорний пішак · c3 чорний пішак · d3 чорний пішак · e3 чорний пішак · c2 білий пішак · d2 білий пішак · e2 білий пішак · d1 чорний король · e1 чорний кінь | f7 білий король · g4 чорний пішак · c3 чорний пішак · d3 чорний пішак · e3 чорний пішак · c2 білий пішак · d2 білий пішак · e2 білий пішак · d1 чорний король · e1 чорний кінь | f7 білий король · g4 чорний пішак · c3 чорний пішак · d3 чорний пішак · e3 чорний пішак · c2 білий пішак · d2 білий пішак · e2 білий пішак · d1 чорний король · e1 чорний кінь | f7 білий король · g4 чорний пішак · c3 чорний пішак · d3 чорний пішак · e3 чорний пішак · c2 білий пішак · d2 білий пішак · e2 білий пішак · d1 чорний король · e1 чорний кінь | f7 білий король · g4 чорний пішак · c3 чорний пішак · d3 чорний пішак · e3 чорний пішак · c2 білий пішак · d2 білий пішак · e2 білий пішак · d1 чорний король · e1 чорний кінь | f7 білий король · g4 чорний пішак · c3 чорний пішак · d3 чорний пішак · e3 чорний пішак · c2 білий пішак · d2 білий пішак · e2 білий пішак · d1 чорний король · e1 чорний кінь | 6 |
| 5 | f7 білий король · g4 чорний пішак · c3 чорний пішак · d3 чорний пішак · e3 чорний пішак · c2 білий пішак · d2 білий пішак · e2 білий пішак · d1 чорний король · e1 чорний кінь | f7 білий король · g4 чорний пішак · c3 чорний пішак · d3 чорний пішак · e3 чорний пішак · c2 білий пішак · d2 білий пішак · e2 білий пішак · d1 чорний король · e1 чорний кінь | f7 білий король · g4 чорний пішак · c3 чорний пішак · d3 чорний пішак · e3 чорний пішак · c2 білий пішак · d2 білий пішак · e2 білий пішак · d1 чорний король · e1 чорний кінь | f7 білий король · g4 чорний пішак · c3 чорний пішак · d3 чорний пішак · e3 чорний пішак · c2 білий пішак · d2 білий пішак · e2 білий пішак · d1 чорний король · e1 чорний кінь | f7 білий король · g4 чорний пішак · c3 чорний пішак · d3 чорний пішак · e3 чорний пішак · c2 білий пішак · d2 білий пішак · e2 білий пішак · d1 чорний король · e1 чорний кінь | f7 білий король · g4 чорний пішак · c3 чорний пішак · d3 чорний пішак · e3 чорний пішак · c2 білий пішак · d2 білий пішак · e2 білий пішак · d1 чорний король · e1 чорний кінь | f7 білий король · g4 чорний пішак · c3 чорний пішак · d3 чорний пішак · e3 чорний пішак · c2 білий пішак · d2 білий пішак · e2 білий пішак · d1 чорний король · e1 чорний кінь | f7 білий король · g4 чорний пішак · c3 чорний пішак · d3 чорний пішак · e3 чорний пішак · c2 білий пішак · d2 білий пішак · e2 білий пішак · d1 чорний король · e1 чорний кінь | 5 |
| 4 | f7 білий король · g4 чорний пішак · c3 чорний пішак · d3 чорний пішак · e3 чорний пішак · c2 білий пішак · d2 білий пішак · e2 білий пішак · d1 чорний король · e1 чорний кінь | f7 білий король · g4 чорний пішак · c3 чорний пішак · d3 чорний пішак · e3 чорний пішак · c2 білий пішак · d2 білий пішак · e2 білий пішак · d1 чорний король · e1 чорний кінь | f7 білий король · g4 чорний пішак · c3 чорний пішак · d3 чорний пішак · e3 чорний пішак · c2 білий пішак · d2 білий пішак · e2 білий пішак · d1 чорний король · e1 чорний кінь | f7 білий король · g4 чорний пішак · c3 чорний пішак · d3 чорний пішак · e3 чорний пішак · c2 білий пішак · d2 білий пішак · e2 білий пішак · d1 чорний король · e1 чорний кінь | f7 білий король · g4 чорний пішак · c3 чорний пішак · d3 чорний пішак · e3 чорний пішак · c2 білий пішак · d2 білий пішак · e2 білий пішак · d1 чорний король · e1 чорний кінь | f7 білий король · g4 чорний пішак · c3 чорний пішак · d3 чорний пішак · e3 чорний пішак · c2 білий пішак · d2 білий пішак · e2 білий пішак · d1 чорний король · e1 чорний кінь | f7 білий король · g4 чорний пішак · c3 чорний пішак · d3 чорний пішак · e3 чорний пішак · c2 білий пішак · d2 білий пішак · e2 білий пішак · d1 чорний король · e1 чорний кінь | f7 білий король · g4 чорний пішак · c3 чорний пішак · d3 чорний пішак · e3 чорний пішак · c2 білий пішак · d2 білий пішак · e2 білий пішак · d1 чорний король · e1 чорний кінь | 4 |
| 3 | f7 білий король · g4 чорний пішак · c3 чорний пішак · d3 чорний пішак · e3 чорний пішак · c2 білий пішак · d2 білий пішак · e2 білий пішак · d1 чорний король · e1 чорний кінь | f7 білий король · g4 чорний пішак · c3 чорний пішак · d3 чорний пішак · e3 чорний пішак · c2 білий пішак · d2 білий пішак · e2 білий пішак · d1 чорний король · e1 чорний кінь | f7 білий король · g4 чорний пішак · c3 чорний пішак · d3 чорний пішак · e3 чорний пішак · c2 білий пішак · d2 білий пішак · e2 білий пішак · d1 чорний король · e1 чорний кінь | f7 білий король · g4 чорний пішак · c3 чорний пішак · d3 чорний пішак · e3 чорний пішак · c2 білий пішак · d2 білий пішак · e2 білий пішак · d1 чорний король · e1 чорний кінь | f7 білий король · g4 чорний пішак · c3 чорний пішак · d3 чорний пішак · e3 чорний пішак · c2 білий пішак · d2 білий пішак · e2 білий пішак · d1 чорний король · e1 чорний кінь | f7 білий король · g4 чорний пішак · c3 чорний пішак · d3 чорний пішак · e3 чорний пішак · c2 білий пішак · d2 білий пішак · e2 білий пішак · d1 чорний король · e1 чорний кінь | f7 білий король · g4 чорний пішак · c3 чорний пішак · d3 чорний пішак · e3 чорний пішак · c2 білий пішак · d2 білий пішак · e2 білий пішак · d1 чорний король · e1 чорний кінь | f7 білий король · g4 чорний пішак · c3 чорний пішак · d3 чорний пішак · e3 чорний пішак · c2 білий пішак · d2 білий пішак · e2 білий пішак · d1 чорний король · e1 чорний кінь | 3 |
| 2 | f7 білий король · g4 чорний пішак · c3 чорний пішак · d3 чорний пішак · e3 чорний пішак · c2 білий пішак · d2 білий пішак · e2 білий пішак · d1 чорний король · e1 чорний кінь | f7 білий король · g4 чорний пішак · c3 чорний пішак · d3 чорний пішак · e3 чорний пішак · c2 білий пішак · d2 білий пішак · e2 білий пішак · d1 чорний король · e1 чорний кінь | f7 білий король · g4 чорний пішак · c3 чорний пішак · d3 чорний пішак · e3 чорний пішак · c2 білий пішак · d2 білий пішак · e2 білий пішак · d1 чорний король · e1 чорний кінь | f7 білий король · g4 чорний пішак · c3 чорний пішак · d3 чорний пішак · e3 чорний пішак · c2 білий пішак · d2 білий пішак · e2 білий пішак · d1 чорний король · e1 чорний кінь | f7 білий король · g4 чорний пішак · c3 чорний пішак · d3 чорний пішак · e3 чорний пішак · c2 білий пішак · d2 білий пішак · e2 білий пішак · d1 чорний король · e1 чорний кінь | f7 білий король · g4 чорний пішак · c3 чорний пішак · d3 чорний пішак · e3 чорний пішак · c2 білий пішак · d2 білий пішак · e2 білий пішак · d1 чорний король · e1 чорний кінь | f7 білий король · g4 чорний пішак · c3 чорний пішак · d3 чорний пішак · e3 чорний пішак · c2 білий пішак · d2 білий пішак · e2 білий пішак · d1 чорний король · e1 чорний кінь | f7 білий король · g4 чорний пішак · c3 чорний пішак · d3 чорний пішак · e3 чорний пішак · c2 білий пішак · d2 білий пішак · e2 білий пішак · d1 чорний король · e1 чорний кінь | 2 |
| 1 | f7 білий король · g4 чорний пішак · c3 чорний пішак · d3 чорний пішак · e3 чорний пішак · c2 білий пішак · d2 білий пішак · e2 білий пішак · d1 чорний король · e1 чорний кінь | f7 білий король · g4 чорний пішак · c3 чорний пішак · d3 чорний пішак · e3 чорний пішак · c2 білий пішак · d2 білий пішак · e2 білий пішак · d1 чорний король · e1 чорний кінь | f7 білий король · g4 чорний пішак · c3 чорний пішак · d3 чорний пішак · e3 чорний пішак · c2 білий пішак · d2 білий пішак · e2 білий пішак · d1 чорний король · e1 чорний кінь | f7 білий король · g4 чорний пішак · c3 чорний пішак · d3 чорний пішак · e3 чорний пішак · c2 білий пішак · d2 білий пішак · e2 білий пішак · d1 чорний король · e1 чорний кінь | f7 білий король · g4 чорний пішак · c3 чорний пішак · d3 чорний пішак · e3 чорний пішак · c2 білий пішак · d2 білий пішак · e2 білий пішак · d1 чорний король · e1 чорний кінь | f7 білий король · g4 чорний пішак · c3 чорний пішак · d3 чорний пішак · e3 чорний пішак · c2 білий пішак · d2 білий пішак · e2 білий пішак · d1 чорний король · e1 чорний кінь | f7 білий король · g4 чорний пішак · c3 чорний пішак · d3 чорний пішак · e3 чорний пішак · c2 білий пішак · d2 білий пішак · e2 білий пішак · d1 чорний король · e1 чорний кінь | f7 білий король · g4 чорний пішак · c3 чорний пішак · d3 чорний пішак · e3 чорний пішак · c2 білий пішак · d2 білий пішак · e2 білий пішак · d1 чорний король · e1 чорний кінь | 1 |
|   | a | b | c | d | e | f | g | h |   |

1.e: d2 e4 2.Kc1 e5 3.d1D e6 4.D: c2 e7 5.Db2 e8D 6.c2 D: e1#
1.c: d2 c4 2.Sc2 c5 3.Sb4 c6 4.Sa6 c7 5.Sb8 c: b8D 6.d: e2 Db1#
1.d: c2 d4 2.K: e2 d5 3.Kf3 d6 4.Kf4 d7 5.Kg5 d8D+ 6.Kh6 Dh4#

Перша реалізація синтезу теми подвійного циклічного Зілахі з трьома ексцельсіорами.

## Публікації
1. «Антологія кооперативного мату», 1 частина,  «ІнтерГрафіка», 2005, 304 стор.
2. «Антологія кооперативного мату», 2 частина,  «ІнтерГрафіка», 2006, 240 стор.
3. «Антологія кооперативного мату», 3 частина,  «ІнтерГрафіка», 2007, 256 стор.